# Боєчко Петро Миколайович
Петро Миколайович Боє́чко (16 листопада 1935, Гермаківка — 12 жовтня 2010, Івано-Франківськ) — український живописець; член Спілки радянських художників України з 1970 року. Лауреат Івано-Франківської обласної премії імені Ярослава Лукавецького.

## Біографія
Народився 16 листопада 1935 року в селі Гермаківці (тепер Чортківський район Тернопільської області, Україна). Впродовж 1958—1963 років навчався у Львівському училищі ужиткового і декоративного мистецтва імені Івана Труша, був учнем Володимира Овсійчука, Романа Сельського.
Після здобуття мистецької освіти працював в Івано-Франківських обласних художньо-виробничих майстернях Художнього фонду України. Мешкав у Івано-Франківську в будинку на вулиці Незалежності № 55, квартира № 7. Помер в Івано-Франківську 12 жовтня 2010 року.

## Творчість
Працював у галузі станкового (пейзажі, натюрморти) та монументального живопису:
монументальні роботи
- «Квітка з полонини» (1967, темпера; готель «Прикарпаття» у місті Калуші);
- «Дума про крила» (1968, мозаїка, каса аеропорту на вулиці Січових Стрільців в Івано-Франківську),
- «Бурштинська ДРЕС» (1971);
- «Світло в Карпатах» (1982);
- мозаїчні панно:
  - «Пісня лісу» в Будинку культури села Вигоди Івано-Франківської області (1969);
  - в кімнаті матері й дитини залізничного вокзалу Івано-Франківська;
  - в басейні дитсадка «Квітка Карпат» у місті Надвірній Івано-Франківської області (1984);
- цикл з 16-ти композицій з історії Київської Русі для філіалу обласного краєзнавчого музею у селі Крилосі Івано-Франківської області.

живопис
- «З минулого» (1964);
- «Портрет дочки» (1966);
- «Коровай» (1968);
- «Бузок» (1969);
- «До свята» (1970);
- «Епос Карпат» (1985);
- «Вода і Сонце» (1989);
- «Світло Різдва» (1989);
- «Неопалима купина» (1990; полотно, олія);
- «Слава борцям за волю України» (2000).

Брав участь у всеукраїнських та закордонних виставках з 1969 року, зокрема у Соціалістичній Республіці Румунії у 1977 році. Персональні виставки пройшли в Івано-Франківську у 1995 та у 1997–1998 роках.
Роботи зберігаються в Івано-Франківських художньому і краєзнавчому музеях, Національному музеї у Львові, Почаївському історико-художньому музеї, Музеї Степана Бандери у селі Старому Угриневі Івано-Франківської області.